# Lejaun Simmons
Lejaun Simmons (Hamilton, Bermudas, 7 de abril de 1993) es un futbolista bermudeño que juega en la posición de centrocampista con el Devonshire Cougars de la Liga Premier de Bermudas.

## Carrera

### Club
| Periodo   | Club                            |
| --------- | ------------------------------- |
| 2011–2013 | Devonshire Cougars              |
| 2013–2015 | Ilkeston FC                     |
| 2014      | → Mickleover Sports (cedido)    |
| 2014      | → Long Eaton United FC (cedido) |
| 2015–2020 | Robin Hood FC                   |
| 2020-     | Devonshire Cougars              |

### Selección nacional
Lejaun debutó con Bermudas el 9 de diciembre de 2012 en la derrota por 1-3 ante Haití por la Copa del Caribe de 2012 y su primer gol internacional lo anotó dos días después en la victoria por 7-0 sobre Saint-Martin, pero para la FIFA su primer gol internacional lo anotó el 22 de enero de 2017 en la derrota por 2-4 ante Canadá en un partido amistoso en Hamilton, Bermudas.
Participó en la Copa de Oro de la Concacaf 2019 donde anotó uno de los goles en la victoria por 2-0 sobre Nicaragua en Harrison, New Jersey.

## Logros
- Liga Premier de Bermudas (2): 2012/13, 2016/17
- Copa FA de Bermudas (3): 2015–16, 2017–18, 2018–19